# Resolució 285 del Consell de Seguretat de les Nacions Unides
La Resolució 285 del Consell de Seguretat de les Nacions Unides, aprovada el 5 de setembre de 1970, és la segona resolució més curta del Consell amb 16 paraules (després de la resolució 279); diu simplement «Exigeix la completa i immediata retirada de totes les forces armades d'Israel del territori libanès».
La resolució va ser aprovada per 14 vots contra cap, mentre que Estats Units es va abstenir.